# Kuczyńskie
Kuczyńskie (prononciation : [kuˈt͡ʂɨɲskʲɛ]) est un village polonais de la gmina de Kadzidło dans le powiat d'Ostrołęka de la voïvodie de Mazovie dans le centre-est de la Pologne.
Il se situe à environ 3 kilomètres au sud-ouest de Kadzidło (siège de la gmina), 19 kilomètres au nord-ouest d'Ostrołęka (siège du powiat) et à 115 kilomètres au nord de Varsovie (capitale de la Pologne).

## Histoire
De 1975 à 1998, le village appartenait administrativement à la voïvodie d'Ostrołęka.